# Фарсон (Вајоминг)
Фарсон (енгл. Farson) насељено је место без административног статуса у америчкој савезној држави Вајоминг.

## Демографија
По попису из 2010. године број становника је 313, што је 71 (29,3%) становника више него 2000. године.
| Група             | 2000.       | 2010.       |
| Белци             | 221 (91,3%) | 286 (91,4%) |
| Афроамериканци    | 2 (0,8%)    | 0 (0,0%)    |
| Азијати           | 0 (0,0%)    | 0 (0,0%)    |
| Хиспаноамериканци | 13 (5,4%)   | 16 (5,1%)   |
| Укупно            | 242         | 313         |